# Hermann Lenz
Pour les articles homonymes, voir Lenz.
Hermann Lenz, né le 26 février 1913 à Stuttgart et mort le 12 mai 1998 à Munich, est un écrivain allemand,.

## Biographie
Il obtient le prix Georg-Büchner en 1978.

## Œuvre
- Un volume de sa correspondance avec Peter Handke est publié en 2006 en Allemagne[3].

## Œuvres traduites en français
- Les Yeux d'un serviteur[4] [« Die Augen eines Dieners »], trad. de Michel-François Demet, Paris, éditions Rivages, coll. « Littérature étrangère », 1987, 187 p.  (ISBN 2-86930-052-2)
- Le Promeneur [« Der Wanderer »], trad. de Michel-François Demet, Paris, éditions Rivages, coll. « Littérature étrangère », 1988, 252 p.  (ISBN 2-86930-148-0)
- Les rues de Stuttgart [« Stuttgart deine Strassen. Spaziergänge mit Hermann Lenz »], trad. de Christophe Didie, 2021, 297 p. Length